# Gyrinus latilimbus
Gyrinus latilimbus är en skalbaggsart som beskrevs av Henry Clinton Fall. Gyrinus latilimbus ingår i släktet Gyrinus och familjen virvelbaggar. Inga underarter finns listade i Catalogue of Life.